# 31935 Midgley
31935 Midgley è un asteroide della fascia principale. Scoperto nel 2000, presenta un'orbita caratterizzata da un semiasse maggiore pari a 2,2367186 UA e da un'eccentricità di 0,1568955, inclinata di 5,91668° rispetto all'eclittica.